# Лашников, Олег Игоревич
Олег Игоревич Лашников (3 октября 1975, Нукус, Каракалпакская АССР, Узбекская ССР, СССР) — советский и российский футболист.

## Карьера
Начинал свою карьеру в команде нукусского «Арал». За неё Лашников выступал в последних советских первенствах. В 1992 году он принял участие в первом чемпионате независимого Узбекистана. Потом несколько лет Лашников не появлялся на большом уровне.
В 1996 году он приехал в Россию, где в течение нескольких лет выступал за клубы «Волга» (Тверь), «Автомобилист» (Ногинск) и «Псков-2000». Некоторое время футболист играл за любительские коллективы, где действовал на позиции нападающего.
В 2004—2006 годах Лашников выступал в казахстанской Премьер-лиге за «Окжетпес». В конце 2006 года был отчислен из команды за невыход на тренировку. Позднее получил шанс вернуться в коллектив, но не воспользовался им.
Завершал свою карьеру в российских любительских командах.
В данный момент[уточнить][когда?] является главным тренером ФК «Атлант» ТвГУ и судьей регионального уровня.

## Достижения
- Победитель Второго дивизиона: 1999 (зона «Запад»)